# Connie Francis sings Award Winning Motion Picture Hits
Connie Francis sings Award Winning Motion Picture Hits ist der Titel eines Albums von Connie Francis.

## Hintergrund
Im April 1962 arbeitete Connie Francis hauptsächlich in Europa, wo sie u. a. einige deutsche Lieder in den Austrophon Studios in Wien aufnahm und an der italienischen und französischen Riviera ihre Außenszenen für den Spielfilm Mein Schiff fährt zu dir (engl. Originaltitel: Follow the Boys) drehte.
Vom 26. bis 28. April hielt sie sich in Rom auf, wo sie dreizehn Lieder für ein Konzeptalbum aufnahm, welches mit dem Academy Award prämiert Filmlieder beinhaltete.
Die Lieder im Einzelnen:
- All the Way aus dem Film The Joker is Wild (1957)
- Buttons and Bows aus dem Film The Paleface (1948)
- High hopes aus dem Film A Hole in the Head (1959)
- Lullaby of Broadway aus dem Film Gold Diggers of 1935 (1935)
- Moon River aus dem Film Breakfast at Tiffany’s (1961)
- Over The Rainbow aus dem Film The Wizard of Oz (1939)
- The Last Time I Saw Paris aus dem Film Lady Be Good (1941)
- The Way You Look Tonight aus dem Film Swing Time (1936)
- Secret Love aus dem Film Calamity Jane (1953)
- Whatever Will Be, Will Be (Qué Será, Será)  aus dem Film The Man Who Knew Too Much (1956)
- When You Wish upon a Star aus dem Film Pinocchio (1940)
- You’ll Never Know aus dem Film Hello, Frisco, Hello (1943)
- Zip-a-Dee-Dooh-Dah aus dem Film Song of The South (1947)

Die Instrumentalplaybacks zu diesen Liedern waren bereits zuvor unter der Leitung von Geoff Love in den Abbey Road Studios der EMI in London aufgenommen worden. Die entsprechenden Tonbänder wurden nach Rom verbracht, wo Connie Francis in den RCA Italiana Studios ihren Gesang als Overdub aufnahm. Die Künstlerin war jedoch mit dem fertigen Resultat nicht zufrieden, so dass die ursprünglich für den Frühsommer 1962 geplante Veröffentlichung des Albums abgesagt wurde.
Das Album blieb bis März 1963 unangetastet. Bis dahin war das Lied Days of Wine and Roses aus dem gleichnamigen Film mit dem Academy Award für den besten Filmsong 1962 ausgezeichnet worden. Unter der musikalischen Leitung von Don Costa nahm Connie Francis ihre eigene Fassung dieses Liedes auf und griff gleichzeitig das noch unveröffentlichte Album wieder auf. Da die Sängerin weiterhin unzufrieden mit den Originalaufnahmen von 1962 war, bat sie Costa, neue Instrumentalplaybacks als Overdubs zu ihrem Gesang hinzuzufügen.
Zwischen dem 15. März und dem 4. April 1963 nahm Costa neue Playbacks zu zwölf der dreizehn Aufnahmen aus Rom auf. Dabei wurde Over the Rainbow um die Wiederholung der 2. Strophe gekürzt, wodurch die Gesamtspielzeit des Liedes von 3:48 min auf 2:36 min deutlich reduziert wurde. Der Titel Buttons and Bows wurde nicht überarbeitet und blieb bis 1996 komplett unveröffentlicht.
Die verbliebenen zwölf neuen Versionen wurden gemeinsam mit Days of Wine and Roses schließlich im Mai in den USA als 13 Tracks enthaltendes MGM Records Album E-4048 (Monopressung) und SE-4048 (Stereopressung) veröffentlicht. Die weltweite Veröffentlichung folgte bald darauf u. a.
- in Deutschland als MGM Records Album 65 037 (mono) und 665 037 (stereo) unter dem Originaltitel
- in Großbritannien als MGM Records Album MGM-C-940 (mono) und MGM-CS-6070 (stereo) unter dem Originaltitel
- in Brasilien als MGM Records Album LP-30.013 (mono) unter dem Titel Connie Francis canta temas cinematográficos premiados
- in Italien als MGM Records Album EM 4048 (mono) unter dem Titel Le canzoni degli Oscar presentate da Connie Francis

Bei der Veröffentlichung in Australien (als MGM Records Album S 027592) und in Neuseeland (als MGM Records Album MCS 5017) kam es zu einer Verwechslung der Masterbänder, so dass das Album hier mit den Originalplaybacks von 1962 und unter Auslassung von Days of Wine and Roses in einer 12-Track-Fassung erschien.
Als Connie Francis 1966 deutsche Versionen von Over the Rainbow  und Moon River für ihr Album Melodien, die die Welt erobern aufnahm, wurde auf die Originalplaybacks von 1962 zurückgegriffen.

## Titelliste der weltweit veröffentlichten Fassung ohne Australien und Neuseeland

### Seite 1
| #  | Titel                                        | Autoren                          | Spielzeit |
| -- | -------------------------------------------- | -------------------------------- | --------- |
| 1. | „Days of Wine and Roses“                     | Henry Mancini, Johnny Mercer     | 3.00      |
| 2. | „Secret Love“                                | Sammy Fain, Paul Francis Webster | 2.50      |
| 3. | „Zip-a-dee-doo-dah“                          | Allie Wrubel, Ray Gilbert        | 1.38      |
| 4. | „When you wish upon a star“                  | Leigh Harline, Ned Washington    | 3.10      |
| 5. | „Whatever will be, will be (Que sera, sera)“ | Jay Livingston, Ray Evans        | 2.23      |
| 6. | „Over the rainbow“                           | Harold Arlen, E. Y. Harburg      | 2.38      |

### Seite 2
| #  | Titel                       | Autoren                           | Spielzeit |
| -- | --------------------------- | --------------------------------- | --------- |
| 1. | „Moon River“                | Henry Mancini, Johnny Mercer      | 2.42      |
| 2. | „Lullaby of Broadway“       | Harry Warren, Al Dubin            | 2.38      |
| 3. | „You’ll never know“         | Harry Warren, Mack Gordon         | 3.32      |
| 4. | „The last time I saw Paris“ | Jerome Kern, Oscar Hammerstein II | 3.15      |
| 5. | „High Hopes“                | James Van Heusen, Sammy Cahn      | 2.32      |
| 6. | „The way you look tonight“  | Jerome Kern, Dorothy Fields       | 3.12      |
| 7. | „All the way“               | James van Heusen, Sammy Cahn      | 2.35      |

## Titelliste der nur in Australien und Neuseeland veröffentlichten Fassung

### Seite 1
| #  | Titel                                        | Autoren                          | Spielzeit |
| -- | -------------------------------------------- | -------------------------------- | --------- |
| 1. | „Moon River“                                 | Henry Mancini, Johnny Mercer     | 2.42      |
| 2. | „Secret Love“                                | Sammy Fain, Paul Francis Webster | 2.50      |
| 3. | „Zip-a-dee-doo-dah“                          | Allie Wrubel, Ray Gilbert        | 1.38      |
| 4. | „When you wish upon a star“                  | Leigh Harline, Ned Washington    | 3.08      |
| 5. | „Whatever will be, will be (Que sera, sera)“ | Jay Livingston, Ray Evans        | 2.28      |
| 6. | „Over the rainbow“                           | Harold Arlen, E. Y. Harburg      | 3.46      |

### Seite 2
| #  | Titel                       | Autoren                           | Spielzeit |
| -- | --------------------------- | --------------------------------- | --------- |
| 1. | „Lullaby of Broadway“       | Harry Warren, Al Dubin            | 2.38      |
| 2. | „You’ll never know“         | Harry Warren, Mack Gordon         | 3.28      |
| 3. | „The last time I saw Paris“ | Jerome Kern, Oscar Hammerstein II | 3.15      |
| 4. | „High Hopes“                | James van Heusen, Sammy Cahn      | 2.32      |
| 5. | „The way you look tonight“  | Jerome Kern, Dorothy Fields       | 3.12      |
| 6. | „All the way“               | James van Heusen, Sammy Cahn      | 2.35      |

## Nicht verwendete Aufnahmen
| #  | Titel              | Autoren                   | Spielzeit | Bemerkung                 |
| -- | ------------------ | ------------------------- | --------- | ------------------------- |
| 1. | „Buttons and Bows“ | Jay Livingston, Ray Evans | 2.26      | unveröffentlicht bis 1996 |